# Attaque du Nossa Senhora da Conceição
L'attaque du Nossa Senhora da Conceição est un affrontement naval survenu en 1621 entre une caraque portugaise, commandée par Luís de Sousa, et une flotte de corsaires de la Régence d’Alger. Face à des ennemis très supérieurs en nombre et gravement endommagé après plusieurs jours de combat, le navire fut englouti par les flammes et coula avec sa précieuse cargaison.

## Contexte
Le Nossa Senhora da Conceição est une caraque portugaise partie de Goa (Inde) en mars 1621 pour un voyage de retour vers Lisbonne. Le navire transportait entre 600 et 800 personnes ainsi que 22 canons,.
Le voyage fut difficile et dura plus de sept mois. Après avoir doublé les Açores, le capitaine du Conceição reçut des informations concernant la présence d’une flotte de corsaires barbaresques opérant au large des côtes portugaises. Des assurances lui furent néanmoins données qu’une flotte portugaise, sous le commandement de Dom António de Ataíde, escorterait la caraque jusqu'à Lisbonne. Alors que le Conceição approchait de Lisbonne le 8 octobre 1621, il rencontra une flotte de 17 navires algériens qu’il prit, par erreur et dans l’obscurité, pour des vaisseaux alliés,,.

## Batailles

### Première bataille (8 Octobre 1621)
À l’aube, l’équipage du Conceição se rendit compte qu’il était entouré de navires corsaires barbaresques, chacun armé de 30 à 40 canons et manœuvré par près de 5 000 combattants. Les Portugais tentèrent d’éviter la confrontation en abaissant leur pavillon, mais comprirent rapidement que les corsaires avaient l’intention d’attaquer. L’équipage prépara précipitamment le navire au combat,.
Les corsaires ouvrirent le feu et tentèrent de prendre d’assaut le navire. Cependant, les Portugais résistèrent à ces tentatives : les canons du Conceição endommagèrent plusieurs bâtiments ennemis, tandis que des combats au corps à corps eurent lieu à bord. Après plus de onze heures de lutte, les Portugais parvinrent à repousser l’assaut et à tenir leur position malgré de lourdes pertes,.
Les marins travaillèrent toute la nuit à réparer le navire, restaurer les voiles, le gréement et les structures endommagées. Au matin du 9 octobre, voyant leur adversaire toujours en état de naviguer, les corsaires renoncèrent à un nouvel assaut et se retirèrent provisoirement,.

### Deuxième bataille (11 Octobre 1621)
Alors qu’il tentait de gagner le port de Cascais, le Conceição s’échoua près d’Ericeira en raison de vents contraires. Le 11 octobre au matin, la flotte algérienne réapparut, réorganisée et déterminée à achever le combat.
Les Algériens se maintinrent hors de portée des canons portugais et multiplièrent les attaques rapides. De nombreux artilleurs portugais, tués ou blessés lors de la première bataille, avaient été remplacés par des hommes moins expérimentés. Néanmoins, un tir chanceux toucha le vaisseau amiral corsaire, semant le désordre dans les rangs ennemis.
Les corsaires ripostèrent en utilisant des projectiles incendiaires, mettant le feu au navire. L’un de leurs bâtiments s’accrocha au gréement du Conceição, ce qui permit un abordage. Avec le feu se propageant rapidement et toute possibilité de défense devenue illusoire, l’équipage portugais capitula. Le Nossa Senhora da Conceição finit par sombrer avec sa cargaison.

## Conséquences
Les survivants — passagers comme membres d’équipage — furent capturés puis répartis entre les navires algériens afin d’être conduits à Alger comme prisonniers. La plupart ne furent jamais rachetés et demeurèrent en esclavage en Algérie. Luís de Sousa, le capitaine, mourut de ses blessures trois jours plus tard,.

## Postérité
João Mascarenhas, officier et écrivain portugais à bord de la caraque, rédigea un ouvrage intitulé Memorável Relação da Perda da Nau Conceição (« Mémorable récit de la perte de la nef Conceição »), dans lequel il relate ses cinq années de captivité à Alger. Son récit est divisé en trois parties : l’attaque du navire suivie de la capture des passagers ; une description de la ville d’Alger et de son gouvernement ; et enfin le témoignage de divers captifs ainsi que ses propres aventures comme rameur sur une galère barbaresque.

### Sources
- Esclave à Alger : récit de captivité de João Mascarenhas (1621–1626), traduit du portugais, annoté et présenté par Paul Teyssier. Éditions Chandeigne, 1993 (Broché, 2e édition 1999, 24 cartes & illustrations).  (ISBN 2906462047)
- (en) Nichols Adam, Corsairs and Captives: Narratives from the Age of the Barbary Pirates, Pen and Sword History, 30 novembre 2024, 102–108 p. (ISBN 9781036106119, lire en ligne)
- (pt) Ventura Margarida Garcez et Varandas José, « Relato de João Carvalho Mascarenhas, um soldado português deslocado pelo mundo » [« Report of João Carvalho Mascarenhas, a portuguese soldier displaced through the world »], História (São Paulo), vol. 32, no 1,‎ juin 2013, p. 8–30 (DOI 10.1590/S0101-90742013000100003)
- (pt) Francisco Domingues, « O regimento dos capitães da armada de D. António de Ataíde », 2012